# 샤플라
샤플라(ShaFLA)는 수현, 지선, 정슬기, 유진으로 구성된 대한민국의 4인조 걸 그룹이다.
팀명의 어원은 ‘샵앤플렛’이라는 검은 건반의 줄임말로, 검은 건반이 5개이고 이 건반이 내는 소리는 가장 한국적인 소리면서 외국 음악에서는 음악을 세련 되게 만들 때 자주 쓰는 음계를 의미한다.
지선은 걸스데이 원년 멤버이다.